# Султанија Халиме
Султанија Халиме (тур. Halime Sultan;око 1571 — после 1639) била је жена османског султана Мехмеда III и мајка Мустафе I.

## Живот у Маниси
Халиме је рођена 1570. године у Абхазији, највероватније је била ћерка Шолох-Бега, из породице Лакерба. Халиме је ушла у харем принца Мехмеда око 1585. године. 
Након неког времена привукла је пажњу принца и 1586. године му је родила сина шехзаде Махмута и постала је султанија. Халиме није била једина миљеница; принц Мехмет је већ имао још једну миљеницу, Хандан-султанију, која је у време рођења шехзаде Махмута већ имала сина и кћерку.
Током наредних неколико година, Хандан и Халиме су водиле рат око срца султана Мехмета, који им је био подједнако привржен; Халиме је до 1590. године родила још две кћери Мехмету.

## Хасеки-султанија
Након ступања принца Мехмета на престо, Халиме-султанија је прешла са Хандан-султанијом и свом њиховом децом у Топкапи-палату. Како је Хандан имала најстаријег сина-престолонаследника, и више синова од Халиме, њој је допала титула Хасеки-султаније. Поред тога, Хандан је током 1596. године родила још једног сина, Османа, и Халиме је била потпуно обесхрабрена по питању будућности свога сина.
Међутим, како Хандан-султанији умиру синови Селим и Сулејман до 1598. године, султан Мехмед се одаљио од ње и Халиме-султанија је поново придобила наколоност, сада већ, султана Мехмета. Како је њен син Махмут постао најстарији наследник султана и главни претендент за престо, Халиме је добила титулу Хасеки-султаније'Искошен текст.
Како је Мехмет од 1597. године стално добијао наложнице од своје мајке или сестара,Леонардо Дона је известио у августу 1597. године:
```
 
...И прича се да се султан до сада срео са још осам жена, од којих су три или четири већ трудне
```

Према извештајима, султан Мехмет је већ 1600. године био дебео султан који је јео шест пута на дан и није могао да има халвет са другим наложницама, после Мустафе се више ни једно дете није родило. Како је 1601. године преминуо Ханданин син Осман и шехзаде Џихангир (син једне од наложница), једина три сина која је имао султан су Халимини синови, петнаестогодишњи син Махмут и  једини Ханданин преживели син, дванаестогодишњи Ахмет. Но 1601 или 1602 године Халиме је родила сина Мустафу (будућег Мустафа I). Уз Махмута и Мустафу могуће је да је Халиме имала још синова

## Погубљење принца Махмута
Иако је принц Махмут био довољно стасао да пође у провинцију, то се није могло десити због побуна у Анатолији. Махмут му је тражио војску да пође на побуњеничке банде, што се није свидело султану. Мехмеда III је још више бринула Махмудова жеља да напусти палату и преузме улогу вође, тим пре што је сам султан био толико дебео да није могао да учествује. Осим тога, Мехмед се плашио да је принц намеравао да подигне устанак против њега у палати, пошто је Махмуд имао добре односе са становницима харема, укључујући свог полубрата Ахмеда, који је, плашећи се за живот свог брата, покушао да одврати Махмуда од покушаја да предводи војску.
Халиме-султанија је била сигурна у своју светлу будућност. Како је Мехмед III постао прекомерно дебео и често имао здравствене проблеме због килаже, Халиме је желела да Махмуд што пре постане султан, и она Валиде-султанија. Халиме-султанија је послала поруку религиозном видовњаку јер је била сујеверна и жељна да зна да ли ће њен син постати следећи султан и колико ће још дуго Мехмед владати. Видовњак је одговорио, али поруку је пресрео Абдурезак-ага, главни црни евнух царског харема, и који ју је касније уместо њој дао Сафије-султанији. У поруци је писало да ће Мехмед умрети у року од шест месеци, а њен син ће постати следећи султан. Сафије-султанија је показала ову поруку сину и разбеснела Мехмеда. 
На крају, након кратког периода заточеништва, испитивања, па чак и мучења да би признао, принц Махмуд је задављен због завере да преотме престо. Контарини бележи да су четворица глувонема џелата погубили принца Махмуда у харемској соби док је Мехмед III чекао напољу. Пошто је његово наређење извршено, султан је ушао у собу да се увери да је принц мртав. 
Према утврђеној историографији, погубљена је и Махмудова мајка отприлике у исто време. Међутим, Контаринијеве депеше сугеришу другачије. Три недеље након Махмудовог погубљења, Контарини је написао:
```
  
Са најчвршћим основама знам да мајка принца Махмута живи и одседа у Старом двору.
```

## Ахмедова владавина
Пророчанство које је предвидео видовњак је било истинито; Мехмед је након пола године умро и наследио га је његов син Ахмед, који је одлучио да поштеди Мустафин живот, који ће бити затворен у кафезу до даљњег.

## Прва владавина
Када је Мустафа ступио на престо 1617. године, постала је Валиде-султанија и имала је велику моћ. То је вероватно било у великој мери зато што је она вршила власт директније, делујући као регент свог ментално неспособног сина. Примала је 3.000 аспера дневно. Косем султанија, Хасеки-султанија Ахмеда I, изгубила је положај у палати Топкапи и повукла се у Стари двор.
Имала је потенцијалног савезника у Кара Давуд-паши, али током прве Мустафине владавине која је трајала само три месеца, није успела да искористи своју везу постављањем Давуд-паше за везира. Један од ретких политичких савеза које је валиде успела да склопи са штитоношом свог сина, Мустафа-агом.
Нови султан је био изопачен: усред савета Дивана знао је везирима да скида турбане са глава и почне да чупа браде. Дворјани су такође приметили да је волео да баца новчиће птицама и рибама. Османски историчар Ибрахим Печеви је написао: Сви државници и људи су приметили ову ситуацију и схватили да је он психички неуравнотежен.

## Друга владавина
Године 1618. многи чиновници и паше су ургирали да се Мустафа збаци са трона и постави се његов братанић Осман. Мустафа се вратио у кафез. Међутим, четири године касније добио је другу шансу: током још једне јањичарске побуне, Осман II је збачен и задављен. Једно ухо и нос убијеног Османа достављени су Халиме-султанији. Мустафа је по други пут постао султан.
Тражећи противтежу утицају јањичара, Осман је затворио њихове кафиће и почео да планира стварање нове и лојалније војске која се састоји од анадолских секбана. Резултат је био устанак јањичара у палати који је подржала Халиме-султанија јер је желела да ослободи свог сина из заточеништва и поново постане Валиде-султанија. Касније, 18. маја 1622. Осман је поново свргнут, а побуњеници су у међувремену провалили у царску палату и ослободили Мустафу из заточеништва и прогласили га својим господаром. Поново се вратила из Старог двора у Топкапију.

## Свргавање
У земљи, под утицајем сукоба између јањичара и спахија, праћених побуном свргнутог бејлербега Ерзурума Абаза Мехмед-паше , који је желео да се освети за убиство Османа II, настала је политичка нестабилност. Халиме је жртвовала великог везира Кара Давут-пашу у покушају да оконча сукоб, али Абаза Мехмед се није зауставио и маја 1623. године, на челу војске од четрдесет хиљада, опседао је Анкару. Још четири велика везира су смењена на власти пре него што је Кеманкеш Кара Али-паша постављен на ово место. Исповедници и Кара Али-паша су убедили Халиме-султанију да пристане на свргавање њеног сина. Халиме је пристала под условом да Мустафин живот буде поштеђен. Дана 10. септембра 1623. године, једанаестогодишњи Мурад, син Ахмеда I и Косем-султанија, ступио је на османски престо. Мустафа је поново послат у кафез, где је провео остатак живота. Халиме је трећи и последњи пут отишла у Стари двор. Мустафа је умро 1639. године и нико није могао да одлучи где да га сахрани. Тело бившег султана лежало је седамнаест сати, након чега је, без икаквих почасти, сахрањено у Аја Софији. Халиме је умрла недуго након свог сина.